# 日本とハンガリーの関係
日本とハンガリーとの国際関係は、日本とハンガリーの二国間関係（ハンガリー語: Magyar–japán kapcsolatok、英語: Hungary–Japan relations）である。経済や文化の面を中心に、伝統的に良好な関係を保っており、かつ、「V4+日本」の枠組みでもまた協力関係にある。漢字表記は日洪関係。

## 両国の比較
|               | ハンガリー                   | 日本                           | 両国の差                     |
| ------------- | ---------------------------- | ------------------------------ | ---------------------------- |
| 人口          | 964万3048（2022年）          | 1億2626万人（2019年）          | 日本はハンガリーの約13.1倍   |
| 国土面積      | 9.3万km²                     | 37万7972 km²                   | 日本はハンガリーの約4倍      |
| 人口密度      | 106.4 人/km²（2021年）       | 347 人/km²（2018年）           | 日本はハンガリーのの約3.26倍 |
| 首都          | ブダペスト                   | 東京都                         |                              |
| 最大都市      | ブダペスト                   | 東京都区部                     |                              |
| 政体          | 共和制                       | （民主制）議院内閣制           |                              |
| 公用語        | ハンガリー語                 | 日本語（事実上）               |                              |
| 通貨          | フォリント                   | 日本円                         |                              |
| GDP（名目）   | 1773億3743万米ドル（2022年） | 5兆819億6954万米ドル（2019年） | 日本はハンガリーの約28.7倍   |
| 一人当たりGDP | 18390.18米ドル（2022年）     | 40246.9米ドル（2019年）        | 日本はハンガリーの約2.2倍    |
| 経済成長率    | 4.55%（2022年）              | 0.7%（2019年）                 | ハンガリーは日本の約6.5倍    |
| 軍事費        | 25億7224万米ドル（2022年）   | 476億902万米ドル（2019年）     | 日本はハンガリーの約18.5倍   |
| 地図          |                              |                                |                              |

## 歴史

### 国交樹立前

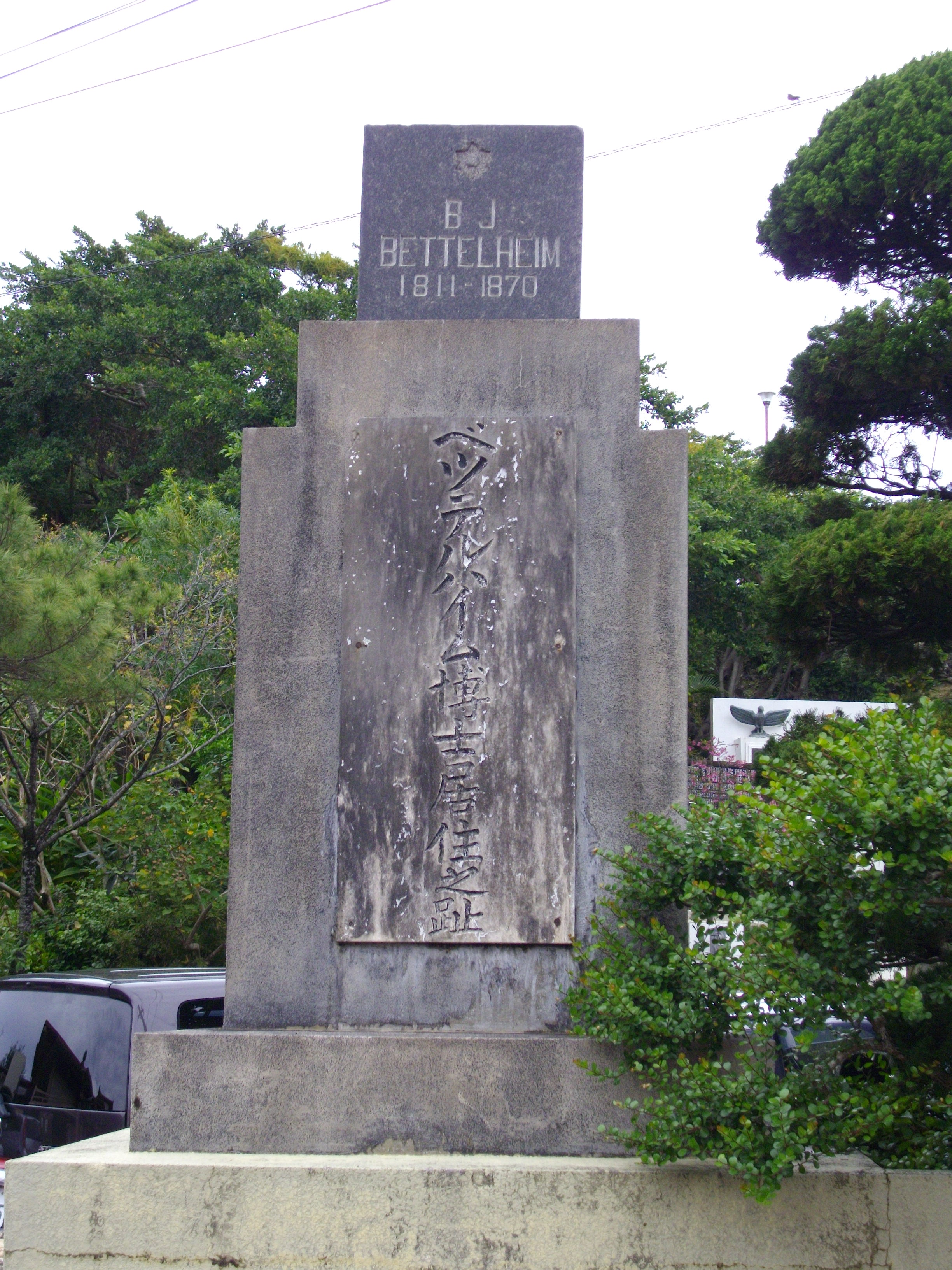
護国寺 (那覇市)にあるバーナード・ジャン・ベッテルハイムの記念碑

記録に残っている日本を訪れた最初のハンガリー人は1770年に長崎のオランダ商館に滞在したイェルキ・アンドラーシュである。その翌年にはモーリツ・ベニョヴスキーが来日している。寄港した土佐の山内家の記録や林子平の『海国兵団』によると、山内家に歓待され、ロシアの東方侵略を説いたといい、晩年パリで出版した自叙伝の中で日本の風俗習慣に触れ、これはヨーカイ・モールの訳でハンガリーでも紹介されたという。次いで、1849年にはユダヤ系ハンガリー人の宣教師バーナード・ジャン・ベッテルハイムが来日し、1853年の黒船来航時にはマシュー・ペリーの通訳を務めた。

### 国交樹立後
両国間の国交は、オーストリア＝ハンガリー帝国時代の1869年に、日本との間に日墺洪修好通商航海条約が締結されたことから始まる。日本が結んだ不平等条約の最後の相手国となった。1872年には岩倉使節団がウィーンでハンガリー人外相のアンドラーシ・ジュラと面会し、不平等条項の改定を求めたが無視され、反対に同国旅行者の日本国内移動の自由を求められた。
1873年のウィーン万国博覧会やパリ万国博覧会 (1878年)への日本の正式参加により、ハンガリーにも日本ブームが波及した。言語研究が進んだ19世紀末頃から、ツラニズムと呼ばれるウラル・アルタイ語族（現在はウラル語族とアルタイ語族は別の語族として考えられている）の諸民族が強い関連を持つという思想が台頭し、マジャール人と大和民族が同祖であるという思想が広まった。学問的には裏付けはないものの、ハンガリーの政治や文化に大きな影響を与えた。
創設期の日本騎兵部隊は馬をハンガリーから購入していた。1886年にはユダヤ系ハンガリー人のヴァイオリン演奏家エドゥアルト・レメーニが日本を訪問し、横浜居留地と宮城（皇居）にて明治天皇、昭憲皇太后の前で演奏を披露している。2002年(平成14年)、明仁天皇と美智子皇后がハンガリーを訪問し、あいさつでこの「レメーニによる御前演奏」について触れ、「曲目については明記されていませんが，当時の記録から5曲が演奏されたことが分かっております」と述べている。この「御前演奏会」は天皇皇族が洋装で集まる最初の機会となった。
1890年代にはホルティ・ミクローシュが海軍士官として来日、1902年、東洋史学者白鳥庫吉は「匈奴＝フン族」説の是非の研究のためにハンガリーを訪れている。1906年にハンガリーの民族学者バラートシ・バログ・ベネデクは『大日本』を上梓（1914年には日本研究のため訪日した）。
日露戦争中には軍医のボゾーキ・デジェ (Bozóky Dezső、1871-1957) が観戦武官として軍艦とともに来朝し、日本と日本統治時代の朝鮮や香港を撮影した写真集を帰国後出版した。
ロシアと対立していたハンガリーでは、日露戦争で日本が勝利したことも歓迎された。

### 第一次世界大戦と戦間期
第一次世界大戦では敵対国として青島の戦いで対峙した。大戦時の日本のシベリア出兵中に捕虜となったユダヤ系ハンガリー兵メゼイ・イシュトヴァーンは日本人将校との交流をきっかけに、1924年のハンガリー日本協会設立に尽力した。
大戦後の1921年にハンガリー王国と日本の間で国交が樹立された。ただし日本側のハンガリーに対する外交は、ウィーンの公使館が兼摂していた。1910年に成立したツラン協会はツラニズム団体の中で最も有力であり、日本と同盟を組むことを主張していた。現実性はなかったが、ハンガリーには日本の皇族を国王として迎えるべきであるという主張もあった。日本にツラニズムを伝えるために1921年に再来日したバラートシも、前回の来日中通訳を務めた今岡十一郎が留学を望んでいることを知り、ツラニズムの賛同者としたうえでハンガリーに同行させた。今岡は9年間滞在したハンガリーにおいて日本の紹介活動を行い、帰国後は日本でのハンガリー紹介にその生涯を捧げた。
1924年にはハンガリー日本協会が設立されている。この時期には斎藤茂吉が医学者としてウィーンを中心にヨーロッパ留学をしており、ハンガリーに滞在しいくつかの歌を残したほか『接吻』などにもハンガリーについての記述がある。また、夏目漱石の長男でバイオリニストの夏目純一もこのころウィーンを経由してハンガリーを訪れ、ジプシー音楽に魅了されブダペスト音楽院に留学している。さらに1931年には昭和天皇の弟の高松宮宣仁親王、同妃喜久子も天皇の名代としての欧米訪問の際にハンガリーに立ち寄っている。
三井高陽は1935年より日本研究費としてハンガリー文部省などに寄付を始め、1938年にはハンガリー人研究者を対象とした日本文化賞を設けた。
1938年11月15日には日本ハンガリー文化協定が締結され、両国関係の強化が行われた。一方でこのような協定はドイツと日本の間で最初結ばれるべきであると考えていたドイツ側に寄って妨害が行われ、協定が成立することになるとドイツが急遽協定を締結し、日本ハンガリー協定より前に発効させるという事態も起こっている。協定に先立つ8月にはブダペストに日本公使館が設置されている。ハンガリー側の調印者であったテレキ・パール教育相（伯爵、元首相）は「日本列島の地図作成の歴史」という論文で著名な地理学者でもあり、ツラン協会の設立者の一人でもあった。

### 第二次世界大戦
ハンガリーは1939年2月24日に防共協定、1940年11月に三国条約に加入するなど、ともに枢軸国を形成することになったが、両国間の軍事的な交流はほとんど無かった。同盟加入時には日本においても「親戚」であるハンガリーの加入を歓迎する報道が行われ、摂政のホルティ・ミクローシュもこの時期、昭和天皇に白馬「白雪」を贈っている。
第二次世界大戦末期にはハンガリー王国政府が崩壊し、日本も降伏によって外交権を剥奪されたため、両国間の国交は断絶状態となった。戦後、両国は外交権を喪失し、その後も東側諸国となったハンガリーはソビエト連邦の外交政策に追随せざるを得ず、また日本側も1956年の日ソ共同宣言締結に先立つハンガリー動乱で成立したカーダール・ヤーノシュ政権を非難する西側に加わっていたため、両国間の国交はなかなか復活しなかった。
しかし、直接対立する外交問題はなく、ハンガリー側からの働きかけもあって、1959年8月29日にチェコスロバキア（当時）のプラハで国交回復文書が調印され、即日発効した。1960年に再び相互に公使館を開設し、1964年6月に大使館に昇格した。両国には1920年代に相互に友好協会が設立されていたが、1971年に改めて日本ハンガリー友好協会が設立された。しかしイデオロギー対立もあり、ハンガリー側の反応は冷淡でありこの動きは一旦頓挫している。なお、この協会に関わっていた今岡十一郎により、1973年に日本初の本格辞典とされる『ハンガリー語辞典』が刊行された。同年の今岡の死後、1975年に別の人々によってハンガリー友好協会が再建され、ようやく両国の交流は軌道に乗った。
ハンガリーにおける日本との民間の友好協会は1987年に再設立された。議会間の交流としては、1973年に日本の参議院、翌1974年には衆議院に日本・ハンガリー友好議員連盟が発足した。ハンガリー国会においても、ハンガリー・日本友好議員連盟に相当する「国際国会連合日本グループ」に30名が加盟している。
1991年には日本のスズキがハンガリーに進出した（後述）。1993年には大阪外国語大学に日本の大学で初となるハンガリー語学科が設置された。2009年には、外交関係開設140周年・外交関係再開50周年を記念して多くの行事が開催された。

## 要人往来

### 日本要人のハンガリー訪問

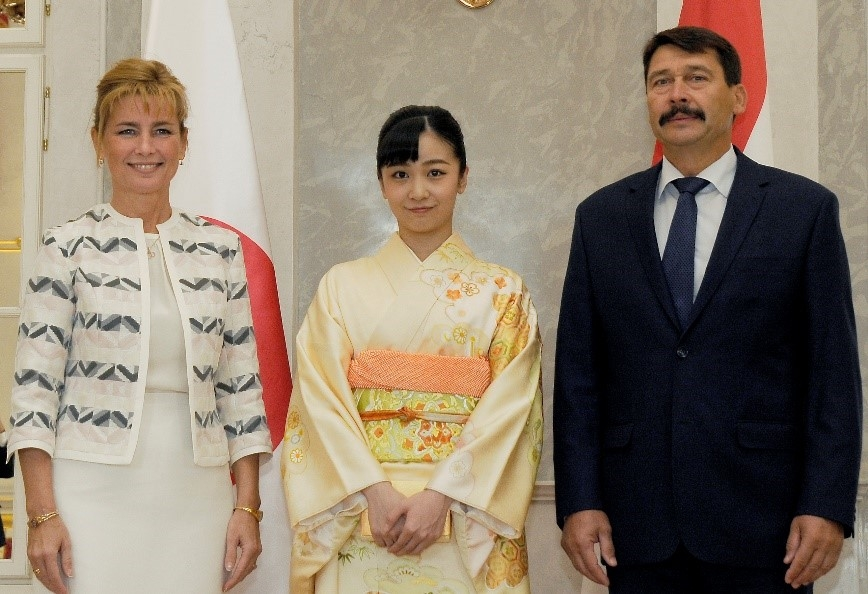
佳子内親王のハンガリー訪問（2019年）

1989年にハンガリーの体制が転換すると両国間の関係は活発となり、1990年1月には日本の内閣総理大臣として初めて海部俊樹首相がハンガリーを訪問した。2002年には明仁天皇と美智子皇后（いずれも当時。令和時代の上皇上皇后）がハンガリーを国賓として訪問している。2019年には日本・ハンガリー外交関係開設150周年を機に、佳子内親王がハンガリー政府から招待され、同国を訪問した。

### ハンガリー要人の訪日

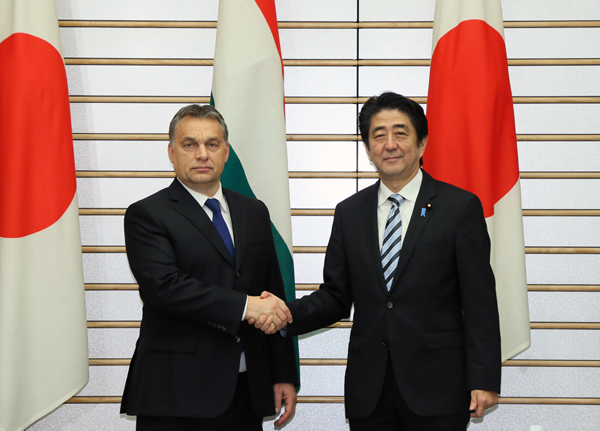
日・ハンガリー首脳会談（2013年）。左はハンガリー首相のオルバーン・ヴィクトル、右は日本首相の安倍晋三。

1990年11月の平成の即位の礼の際には大統領のゲンツが訪日した。2019年10月の令和の即位の礼の際には大統領のアーデル・ヤーノシュとその妻が訪日した。同年は二国間外国関係開設150周年であるためその他の要人往来も多く、実務訪問賓客として首相のオルバーンが6年ぶりに訪日し、安倍晋三と再び日・ハンガリー首脳会談を行った。

## 姉妹都市
- 青森県青森市 - ケチケメート市（1994年8月締結）
- 秋田県由利本荘市 - ヴァーチ市（1996年9月）
- 大阪府大阪市 - ブダペスト市（1998年7月）、パートナー＆協力都市
- 山形県遊佐町 - ソルノク市（2000年11月）
- 秋田県鹿角市 - ショプロン市（2002年5月）
- 秋田県湯沢市 - チュルゴー市（2003年10月）

このほか、富山県とハイドゥー・ビハール県、岐阜県とヴェスプレーム県、千葉県鴨川市とグドゥルー市の間にもそれぞれ交流関係がある。

## 経済

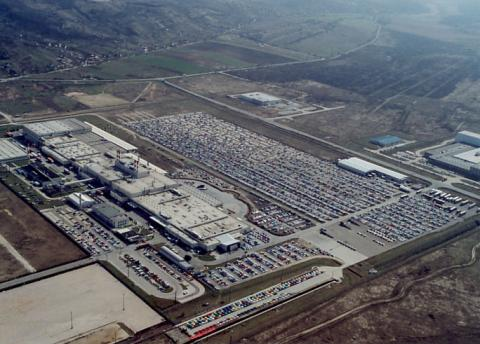
マジャールスズキの工場。

2023年10月現在ハンガリーに在住する日本人は1993人である。2023年末における日本の法務省出入国在留管理庁調べによる在日ハンガリー人は776名である。ハンガリーはシェンゲン協定に加盟しており、6カ月の間に90日以内の短期滞在であれば査証は不要である
財務省貿易統計によると、2022年の日本からハンガリーへの輸出額は1,983億円で、自動車、一般機器などが主である。ハンガリーから日本への輸出額は1,555億円で、やはり自動車、一般機器などが主である。1991年にエステルゴム市に進出したスズキの現地法人マジャールスズキは、ハンガリーの国民車として2009年まで乗用車の市場占有率首位を記録した。このほかにも、デンソー、アルパイン、イビデン、ブリヂストンなどが進出している。

## 文化

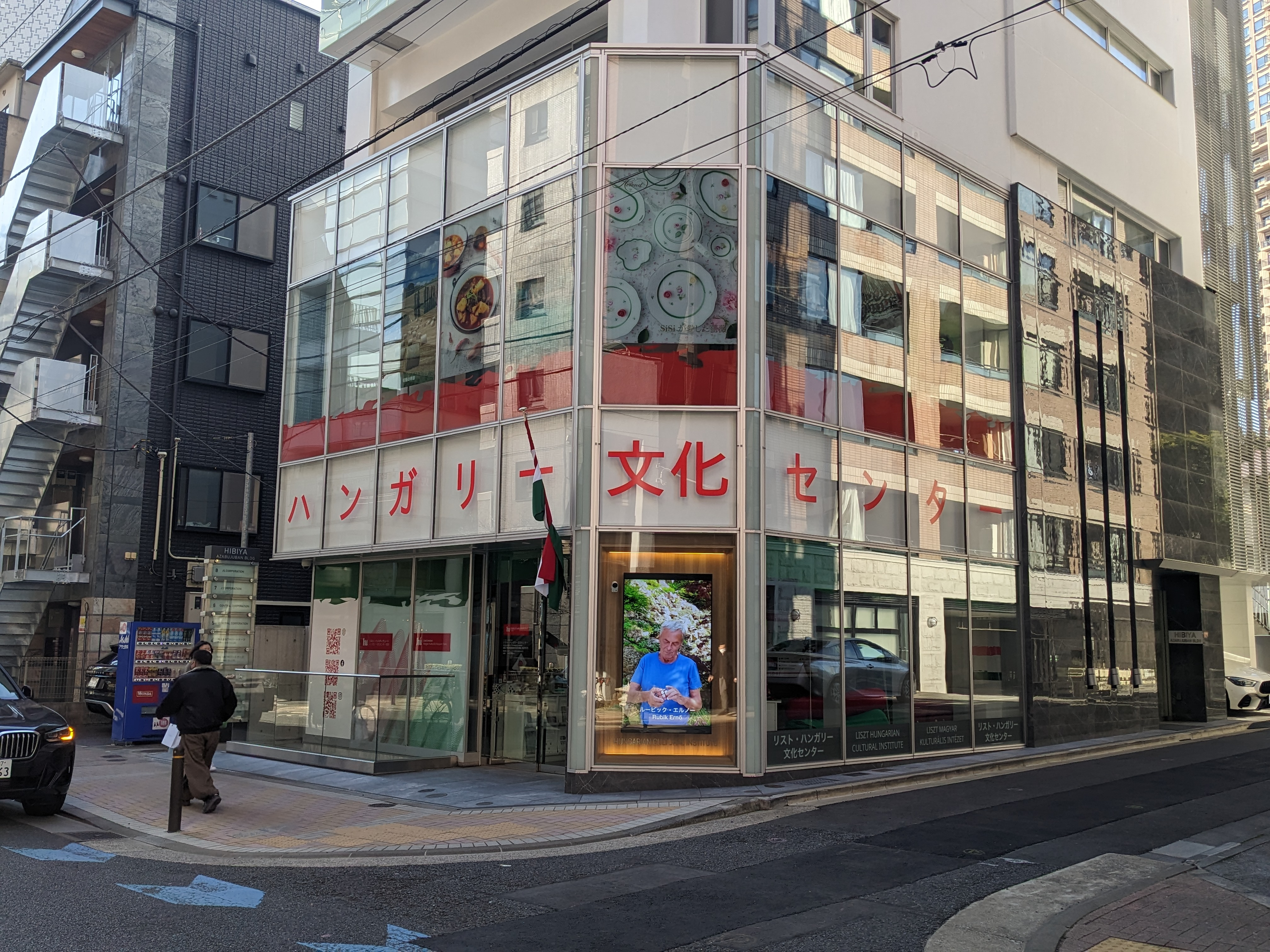
リスト・ハンガリー文化センター東京

大阪外国語大学のハンガリー語学科は2007年に同大学が大阪大学の一部に統合された後も存続し、同大学教授の早稲田みかもハンガリー語学習書の出版も行っている。この他、東京外国語大学や日本ハンガリー友好協会などでハンガリー語の講習会が開かれ、友好協会ではハンガリー文化の紹介も続けている。
2019年12月9日には、外交関係開設150周年の一環として東京都港区麻布十番にハンガリー文化センターが開設された。

## 外交使節
ハンガリーは、日本の東京都港区三田2-17-14北緯35度38分54.6秒 東経139度44分27.8秒に大使館を置き、2016年よりパラノビチ・ノルバート特命全権大使が就任しているほか、横浜市、浜松市、名古屋市、大阪府に名誉総領事館を設けている。日本国はブダペストのZalai út7北緯47度30分48.7秒 東経18度59分12秒に大使館を置き、2024年2月より小野日子が特命全権大使として就任している。

### 駐日ハンガリー大使・公使

#### 駐日ハンガリー公使
1. ギカ・ジェルジュ（1939～1941年）
2. ヴェーグ・ミクローシュ（1941～1945年）
  - ※1945～1960年は、ハンガリーから日本への駐箚なし
3. チャトルダイ・カーロリ（ハンガリー語版）（1960～1961年）
4. ザルカ・アンドラーシュ（1962～1964年）

#### 駐日ハンガリー大使
1. シゲティ・カーロリ（1966～1971年）
2. ホルヴァート・エルネー（エルニュー・ホルヴァート、1972～1976年、信任状捧呈は6月7日[49]）
3. コーシュ・ペーテル（ハンガリー語版）（1976～1983年）
4. サルカ・カーロリ（ハンガリー語版）（1983～1988年）
5. フォルガーチ・アンドラーシュ（1988～1992年）[50]
6. ラーツ・イシュトヴァーン（1992～1995年、信任状捧呈は11月17日[51]）
7. シュディ・ゾルタン（1995～1999年、信任状捧呈は9月21日[52]）
8. セルダヘイ・イシュトヴァーン（1999～2003年、信任状捧呈は9月22日[53]）
9. ジュラ・ダブローナキ（2003～2007年、信任状捧呈は10月21日[54]）
10. ボハール・エルヌー（2007～2011年、信任状捧呈は10月19日[55]）
11. セルダヘイ・イシュトヴァーン（再任、2011～2016年、信任状捧呈は11月29日[56]）
12. パラノビチ・ノルバート（2016～2023年、信任状捧呈は12月7日[57]）
  - （臨時代理大使）ティボール・チャバ・センドレイ（2023年）[58]
13. オルネル＝バーリン・アンナ（2023年～、信任状捧呈は12月27日[59]）